# Championnat des Fidji de football 2002
Navigation
Saison précédente Saison suivante
La saison 2002 du Championnat des Fidji de football est la vingt-sixième édition du championnat de première division aux Fidji. Les dix meilleures équipes du pays, plus l'équipe des Fidji olympique sont regroupées au sein d'une poule unique, où elles s'affrontent deux fois, à domicile et à l'extérieur. À la fin du championnat, il n'y a ni promotion, ni relégation.
C'est l'équipe de Ba FC, tenant du titre, qui remporte à nouveau la compétition après avoir terminé en tête du classement final, avec douze points d'avance sur  Lautoka FC et sur Rewa FC. Ba FC est donc sacré pour la dixième fois de son histoire.

## Les clubs participants
| - Ba FC - Lautoka FC - Navua FC - Rewa FC - Suva FC - Fidji olympiques | - Labasa FC - Nadi FC - Nadroga FC - Tavua FC - Nasinu FC |

## Compétition
Le barème utilisé pour établir les différents classements est le suivant :
- Victoire : 3 points
- Match nul : 1 point
- Défaite : 0 point

### Classement
| Rang | Équipe           | Pts | J  | G  | N | P  | Bp | Bc | Diff |
| ---- | ---------------- | --- | -- | -- | - | -- | -- | -- | ---- |
| 1    | Ba FCT           | 48  | 20 | 15 | 3 | 2  | 34 | 12 | +22  |
| 2    | Lautoka FCC      | 36  | 20 | 11 | 4 | 5  | 35 | 18 | +17  |
| 3    | Rewa FC          | 36  | 20 | 11 | 4 | 5  | 33 | 19 | +14  |
| 4    | Nadroga FC       | 27  | 20 | 7  | 6 | 7  | 30 | 28 | +2   |
| 5    | Navua FC         | 26  | 20 | 8  | 2 | 10 | 30 | 20 | +10  |
| 6    | Labasa FC        | 26  | 20 | 7  | 6 | 7  | 27 | 26 | +1   |
| 7    | Nadi FC          | 25  | 20 | 7  | 4 | 9  | 19 | 30 | -11  |
| 8    | Nasinu FC        | 24  | 20 | 7  | 4 | 9  | 20 | 24 | -4   |
| 9    | Fidji olympiques | 23  | 20 | 6  | 5 | 9  | 20 | 25 | -5   |
| 10   | Suva FC          | 22  | 20 | 6  | 4 | 10 | 30 | 28 | +2   |
| 11   | Tavua FC         | 13  | 20 | 3  | 4 | 13 | 9  | 50 | -41  |

|  | Champion des Fidji 2002                               |
|  | T: Tenant du titre C: Vainqueur de la Coupe des Fidji |

## Bilan de la saison
| Championnat des Fidji de football 2002                             |                   |
| Champion                                                           | Ba FC (10e titre) |
| Coupes et trophées                                                 |                   |
| Vainqueur de la Coupe des Fidji 2002                               | Lautoka FC        |
| Promotions et relégations                                          |                   |
| Promus en Championnat des Fidji de football                        | Aucun             |
| Relégués en Championnat des Fidji de football de deuxième division | Aucun             |